# ویلیام اس. ساهاکیان
ویلیام اس. ساهاکیان (ارمنی: Ուիլյամ Սահակյան; انگلیسی: William S. Sahakian; ۱۹۲۲ – ۱۹۸۶) فیلسوف ارمنی‌تبار اهل ایالات متحده آمریکا بود.
ساهاکیان بین سال‌های ۱۹۴۹ تا ۱۹۷۱ رئیس دپارتمان فلسفه دانشگاه سافک بود.
آثار وی به زبان‌های مختلف ترجمه شده‌است.
کتاب «تاریخ فلسفه» نوشته ساهاکیان توسط حمیدرضا بسحاق به فارسی برگردانده شده‌است.

## تحصیلات
- ۱۹۴۴ - مدرک BS در رشته روان‌شناسی جامعه‌شناسی از دانشگاه نورت‌ایسترن
- ادامه تحصیل در رشته جامعه‌شناسی در دانشگاه هاروارد و دانشگاه بوستون
- ۱۹۵۱ - مدرک Ph.D. از دانشگاه بوستون

## تالیفات
- Outline-history of philosophy (1968)
- Systems of ethics and value theory (1963)
- Philosophies of religion (1965)
- Psychology of personality; readings in theory (1965)
- History of psychology; a source book in systematic psychology (1968)
- Psychotherapy and counseling; studies in technique (1969)
- Psychology of learning; systems, models, and theories (1970)
- Psychopathology today; experimentation, theory and research (1970)
- Social psychology: experimentation, theory, research (1972)
- Systematic social psychology (1974)
- Ideas of the great philosophers (1966) (به همراه همسرش)
- Realms of philosophy (1965) (به همراه همسرش)
- Rousseau as educator (1974) (به همراه همسرش)
- John Locke (1975) (به همراه همسرش)
- Plato (1977) (به همراه همسرش)